# 小久保桃江
小久保 桃江（こくぼ とうこう、1902年〈明治35年〉7月10日 - 2006年〈平成18年〉7月14日）は、日本の桃太郎研究家。日本桃太郎の会・初代会長。

## 生涯・人物
1902年（明治35年）、岡山県の農村で生まれる。
戦前より、子どもの健全育成活動を始める。
子どもに幸福をやさしく説く方法を探し続ける中で、5つの幸福の原点は「智（知恵）、仁（仁徳）、勇（勇気）、健康（人的資源）、富（物的資源)である」と考え、「智は知能が発達している猿、仁は思いやりの心のある犬、勇は勇敢で行動力のある雉、健康は桃太郎、富はきびだんご」と捉えることができる桃太郎の話が最適であることにたどり着いた。
1991年（平成3年）、東京都江東区・清澄白河に日本桃太郎の会を設立。自宅に桃太郎資料館を開設し、一般公開していた。
2006年（平成18年）、肺炎のため死去。104歳没。

## 死後
全国の桃太郎の組織をまとめたいと念願していたが、願いが叶う前に死去した。その遺志を継いで日本桃太郎の会事務局長が中心となり、2008年（平成20年）に開催された第９回桃太郎サミット日本ライン大会のにおいて「日本桃太郎会連合会」設立が宣言された。

## 著書
- 『桃太郎の研究―福祉の原点と』（1977年、出版社不明）
- 『桃太郎を世界へ』（2004年、瑞木書房）ISBN 978-4874490433

## 出演番組
- トリビアの泉 - （2003年10月22日、フジテレビ）「桃太郎は桃からではなく桃を食べて若返ったおじいさんとおばあさんの間に生まれた」というトリビアに解説者としてVTR出演した。